# والتر نورييغا
والتر نورييغا (بالإسبانية: Walter Noriega)‏ هو لاعب كرة قدم كولومبي في مركز حراسة المرمى، ولد في 22 مارس 1979 في ميديلين في كولومبيا. لعب مع سيينسيانو.